# Rodzina augustiańska
Rodzina augustiańska – zakony oparte na regule świętego Augustyna, zwłaszcza te męskie.
Należą do nich w ścisłym znaczeniu: 
- augustianie

Zakony oparte na regule św. Augustyna (nie są augustianami):
- kanonicy regularni
- asumpcjoniści

W szerokim znaczeniu również inne zakony odwołujące się do reguły świętego Augustyna, tj. dominikanie, bonifratrzy, templariusze, serwici i inni.